# Ghafe
Ghafe (باكستان) is een plaatsje in het noorden van Pakistan. Het bevindt zich in de omgeving van onder andere Takht-i-Bahi-klooster (een populair, boeddhistisch klooster). Het is een bergplaatsje zonder noemenswaardig centrum, erg klein en de inwoners zeer verspreid over het terrein.